# Nectophrynoides laticeps
Nectophrynoides laevis é uma espécie de sapo da família Bufonidae. Ela é endêmica nas Montanhas Ukaguru da Tanzânia. Esse sapo pode ser distinguido de outras espécies desse gênero através de uma combinação de características morfológicas e, seu som de alerta é diferente de todas as demais espécies Nectophrynoides. A coloração dorsal e ventral possui tons rosados. 